# Средњоевропска кухиња
Средњоевропска кухиња се састоји од кулинарских обичаја, традиције и кухиња народа средње Европе.
Кухиња у свакој земљи у региону је под јаким утицајем локалне климе. На пример, немачка, аустријска и чешка кухиња показују много сличности, али се разликују од планинских кухиња у својим земљама, док се у насељима ближим рекама или језерима чешће може наћи више рибе и разних морских плодова. Више планинских подручја у близини Алпа нуде јела која између осталих млечних производа садрже сир, млеко и путер.
Пољска, словачка, словеначка и мађарска кухиња, иако се сматрају средњоевропским кухињама, знатно се разликују од чешке и аустријске/немачке кухиње у остатку региона. Пољска и словачка кухиња су више под утицајем источнословенских кухиња, али и даље имају значајан утицај из германско-чешке културне сфере. Словеначка кухиња је такође у сличном положају, али је под утицајем балканске и медитеранске кухиње за разлику од источнословенске. Мађарска кухиња је вероватно најразличитија, која је, иако одржава неке значајне везе, углавном под утицајем источнословенске, балканске и османске кухиње.

## Утицај Римског царства
Током бронзаног и гвозденог доба основне намирнице биле су махунарке, дивље воће и орашасти плодови и житарице. Археоботанички докази су показали да је велики број нових намирница уведен у Средњу Европу под римском влашћу, постајући укључени у (а не замењујући) локалне кулинарске укусе. Пошто је било тешко узгајати тикву, црни бибер, пистације, бадеме, урме, маслине, диње и пиринач, они су остали увезени луксуз, за већину недостижан. Пронађени су докази за копер, семе целера и друге зачине у Бибрактеу и другим ископавањима.